# Elacatis californicus
Elacatis californicus is een keversoort uit de familie platsnuitkevers (Salpingidae). De wetenschappelijke naam van de soort werd in 1843 gepubliceerd door Carl Gustaf Mannerheim.